# Marc Schaefer (Organist)
Marc Schaefer (* 25. Februar 1934 in Eschbourg (Arrondissement Saverne), aufgewachsen in Bischwiller Elsass; † 4. Januar 2024 in Strasbourg) war ein französischer Organist, Orgelsachverständiger und Dozent.

## Werdegang
Schaefer studierte zunächst Theologie an der Universität Strasbourg, später Kirchenmusik am Conservatoire National de Région de Strasbourg sowie Orgel in Paris und bei Carl Weinreich an der Princeton/USA. 1962 wurde er zum Professor für Orgel am Conservatoire National de Région de Strasbourg ernannt, ein Jahr später zum Organisten der auf Johann Andreas Silbermann zurückgehenden Orgel von Saint-Pierre-le-Jeune in Strasbourg. Als Orgelsachverständiger ist er für das Bistum Strasbourg, die evangelische Landeskirche Elsass-Lothringen sowie für das Staatliche Denkmalamt in Paris tätig. Orgelkonzerte gab er außer in Frankreich besonders in west- und nordeuropäischen Staaten, in Deutschland, der Schweiz sowie in den USA.
Mit Werken Dieterich Buxtehudes präsentierte er sich auf einer in der Klosterkirche Muri (Schweiz) eingespielten Schallplatte, als Orgelbau-Experte mit seiner 1984 genehmigten Dissertation über die Elsässische Silbermann-Familie.
Sein umfangreiches Archiv mit Materialien über zahlreiche (historische) Orgeln, vornehmlich des Elsass, sowie seine organologische Bibliothek wurden 2024 vorübergehend vom Johann Nepomuk David-Archiv (Sammlung Dr. Bernhard A. Kohl) in Stuttgart übernommen und harren der Übernahme durch ein entsprechendes Institut; ein kleinerer Teil gelangte in das Stadtarchiv Strasbourg.

## Veröffentlichungen

### Schriften
- Le recueil de cantiques de l’église de la confession d’Augsburg en Alsace et en Lorraine. Étude critique [Typoskript-Durchschlag], (= Mémoire de licence en Theologie Protestante, Université de Strasbourg), Strasbourg 1952
- Das Silbermann-Archiv: Der handschriftliche Nachlass des Orgelmachers Johann Andreas Silbermann (1712–1783). Amadeus, Winterthur 1994 (= Prattica musicale. Bd. 4.)
- mit Gilbert Poinsot: La restauration de l’orgue Silbermann Ebersmunster. 1997-1998. Selbstverlag, 1998.
- Werkverzeichnis Andreas Silbermann. In: Silbermann. Geschichte und Legende einer Orgelbaufamilie. Jan Thorbecke-Verlag, Ostfildern 2006.
- Recherches sur la famille et l'oeuvre des Silbermann en Alsace. Walcker-Stiftung, Köln 2012.

### Tonträger (Auswahl)
- André Stricker: Cantate des Prophéties pou le Jour de Noel; J. S. Bach, Fantasie en sol mineur (Aux orgue de Riquewihr: André Stricker); J. Eccard, O Lamm Gottes unschuldig (Choral); Jean-Christophe Bach, Ich lasse dich nicht (Motte); G. F. Händel, Halleluja (Extrakt de Messe). La Chorale mixte des Écoles Normales de Stra[ss]bourg, Les Petites Frères de la Joie [...], Marc Schaefer et Ronald Winter, orgue. Direction: André Stricker. LP 30 cm, Studio JD SPE 2101 [ca. 1960?].
- Dietrich Buxtehude. LP 17 cm, Studio JD. Série Artistique 173 C 49009. Marc Schaefer á l'orgue de Rittershoffen (Bas-Rhin) [église protestante, par Curt Schwenkedel, II/P, 20 Register], 1963.
- Concert pour le temps de Noel. Église Saint-Guillaume 16 Décembre 1962. La chorale et un ensemble de flutes a Bec des Ecoles Normales de Strasbourg, à l'orgue Marc Schaefer, direction André Stricker. LP 30 cm, Studio JD 302 C 249.007 [1963].
- André Stricker: Cantate Oui, Dieu a tant aimé le monde pour Choeur, Orgue, Récitats, Trompette et Percussion. ‘‘Chorale des Écoles Normales de Strasbourg. Orgue: Marc Schaefer [...], Direction: André Stricker. (Enregistrement effectué par Jean Ducouret en l'Église Saint-Guillaume, en Fevrier 1963). LP 30 cm, Studio JDSérie Artistique 303 C 2349.010 (1963).
- Dietrich Buxtehude: Orgelmusik. Marc Schaefer an der Grossen Orgel der Klosterkirche Muri. LP 30 cm Stereo (Production: Jean-Claude Zehnder, Aufnahme: 8. August 1979), Vox Humana VH 30 653 (1979).
- Die rekonstruierte Johann-Andreas-Silbermann-Orgel in der Benediktinerkirche Villingen. Ein Orgelportrait. CD. Ars Musici, 2011.